# برايان غرينفيلد
برايان غرينفيلد (بالإنجليزية: Brian Greenfield)‏ هو لاعب كرة قدم أمريكية أمريكي، ولد في 1968.